# Triple Entesa

Aliances militars europees el 1914, abans de la Primera Guerra Mundial

Aliances militars europees durant la Primera Guerra mundial, 1914-1918

La Triple Entesa o Triple Entente (del francès entente, 'amistat, comprensió, acord') va ser l'entesa que va unir l'Imperi Rus, la Tercera República Francesa i el Regne Unit de Gran Bretanya i Irlanda, després de la signatura de l'Entente Cordiale anglofrancesa de 1904 i de l'Entente anglorussa del 31 d'agost de 1907.
La nova política mundial alemanya iniciada per Guillem II de Prússia el 1890 va aconseguir que tres potències que tenien diferències importants entre si, França, Regne Unit i Rússia, s'aproximessin i acabessin per aliar-se (i formessin la Triple Entesa) per a fer front a la Triple Aliança d'Alemanya, Àustria-Hongria i Itàlia. L'entesa entre les tres potències, complementada amb acords amb Japó i Portugal, va constituir un poderós contrapès a la Triple Aliança, però Itàlia no va romandre al costat d'Alemanya i Àustria-Hongria durant tota la Primera Guerra Mundial, ja que l'any 1915, va decidir trencar la Triple Aliança i declarà la guerra a les potències centrals (Alemanya i Àustria-Hongria), passant pel tractat de Londres, a formar part de la Triple Entesa i a combatre en el bàndol d'aquests aliats.
El 1907, l'Entesa encara no es tractava d'una aliança en el sentit estricte; els britànics, en especial, van tractar de quedar lliures d'obligacions. No obstant això, les successives crisis prèvies a la Primera Guerra mundial varen fer cada vegada més sòlida l'Entesa. La crisi definitiva de l'estiu de 1914 demostrà el funcionament de l'aliança en acabar implicant en el conflicte les tres potències signatàries.
Els historiadors continuen debatent la importància del sistema d'aliances com a causa de l'inici de la Primera Guerra mundial. Al començament de la Primera Guerra mundial el 1914, els tres membres de la Triple Entesa van entrar-hi com a aliats contra les potències centrals.

## Orígens

### L'aïllament francès
Rússia havia estat prèviament un membre de la lliga dels Tres Emperadors junt amb Àustria-Hongria i Alemanya, una aliança establerta el 1873 entre el tsar Alexandre II, l'emperador Francesc Josep I i el kàiser Guillem I. L'aliança va ser part del pla del canceller alemany Otto von Bismarck per a aïllar diplomàticament França (temia que França tingués aspiracions revengistes i volgués tractar de recuperar les seves pèrdues de 1871), i per a lluitar contra els sentiments progressistes que els governants conservadors trobaven inquietants, com la Primera Internacional. No obstant això, la lliga va enfrontar grans dificultats amb les creixents tensions entre l'Imperi Rus i Àustria-Hongria. Aquestes tensions giraven principalment als Balcans, on, amb l'ascens del nacionalisme i el continu declivi de l'Imperi Otomà, moltes antigues províncies otomanes lluitaven per la seva independència. La situació als Balcans (especialment en l'inici de la Guerra serbobúlgara) i el tractat de Berlín de 1878, que va fer que Rússia se sentís enganyada sobre els seus guanys obtinguts en la Guerra russoturca, va provocar que la lliga no es renovés el 1887.
En un intent per a evitar que Rússia s'aliés amb França, Bismarck va signar en secret el tractat de reassegurança amb Rússia el 1887, per assegurar que ambdues parts es mantindrien neutrals entre si en el cas d'esclatar una guerra contra França. A causa de l'aliança entre Rússia i França, i de l'exclusió de Rússia del mercat financer alemany el 1887, el tractat no va ser renovat el 1890, posant fi a l'aliança entre Alemanya i Rússia.

### L'aliança francorussa
Després que no es renovés el tractat de reassegurança el 1890, els líders de Rússia es van alarmar de l'aïllament diplomàtic del país i van entrar en l'Aliança francorussa el 1894.

### L'Entesa Cordial
El 1904, la Gran Bretanya i França van signar una sèrie d'acords anomenats Entente Cordiale. Aquests acords afectaven directament les colònies.
L'entesa anunciava la fi de la neutralitat britànica a Europa. Va ser, en part, una resposta al creixent antagonisme alemany, tal com s'expressava en el desenvolupament de la Kaiserliche Marine ('armada Imperial') com a flota de guerra que podia amenaçar la supremacia de la Royal Navy.

### L'Entesa anglorussa de 1907
El 1907, la Gran Bretanya i Rússia van signar un acord anomenat Entente anglorussa i es va aturar la seva rivalitat a l'Àsia central (The Great Game, 'el gran joc').

## Las nacions participants

### Gran Bretanya
En l'última dècada del segle xix, la Gran Bretanya va continuar amb la seva política d'esplèndid aïllament, amb l'enfocament principal en la defensa del seu gran imperi d'ultramar. No obstant això, a principis de 1900 l'amenaça alemanya va augmentar dramàticament. Alguns van pensar que Gran Bretanya necessitava aliats. Durant la major part del segle xix, la Gran Bretanya havia considerat França i Rússia com els seus dos rivals més perillosos, però amb la creixent amenaça d'Alemanya, la política britànica va començar a canviar.
Les tres raons principals en van ser:
1. França i Gran Bretanya havien signat cinc acords separats pel que fa a les esferes d'influència en el nord d'Àfrica el 1904. Això va arribar a ser conegut com l'Entente Cordiale. La crisi de Tànger va fomentar la cooperació entre els dos estats, pel seu temor mutu de l'aparent expansionisme alemany.
2. Rússia va ser derrotada en la Guerra russojaponesa. Aquesta mostra de debilitat va resultar una preocupació menor per a l'imperialisme rus i va encoratjar Rússia per assegurar la seva posició en altres llocs. França ja estava aliada amb Rússia amb l'Aliança Dual.
3. Gran Bretanya estava extremadament preocupada per la creixent amenaça de l'imperialisme alemany. El kàiser Guillem II havia anunciat al món les seves intencions de crear un imperi alemany global i desenvolupar una forta armada. Gran Bretanya, que tradicionalment tenia el control dels mars, va veure això com una seriosa amenaça per al seu propi imperi i la seva marina.

El 1907, es va acordar l'Entente anglorussa, que va intentar resoldre una sèrie de conflictes de llarga durada sobre Pèrsia, Afganistan i el Tibet, així com ajudar a fer front als temors britànics sobre l'expansió alemanya en el Pròxim Orient.

### La Tercera República Francesa
En la Guerra francoprusiana de 1870-1871, Prússia va vèncer al Segon Imperi francès, amb el resultat de l'establiment de la Tercera República. En el tractat de Frankfurt, Prússia va obligar França a cedir Alsàcia-Lorena al nou Imperi alemany. Des de llavors, les relacions havien estat en un mínim històric. A França, li preocupava l'escalada militar que desenvolupava Alemanya, i va començar la construcció de les seves pròpies indústries de guerra i a preparar l'exèrcit com a element dissuasiu de l'agressió alemanya. Com una altra mesura, França va desenvolupar un fort vincle amb Rússia mitjançant la ratificació de l'Aliança francorussa, que va ser dissenyada per fer front a la Triple Aliança. Les principals preocupacions de França eren protegir-se contra un atac d'Alemanya, i recuperar l'Alsàcia-Lorena.

### L'Imperi Rus

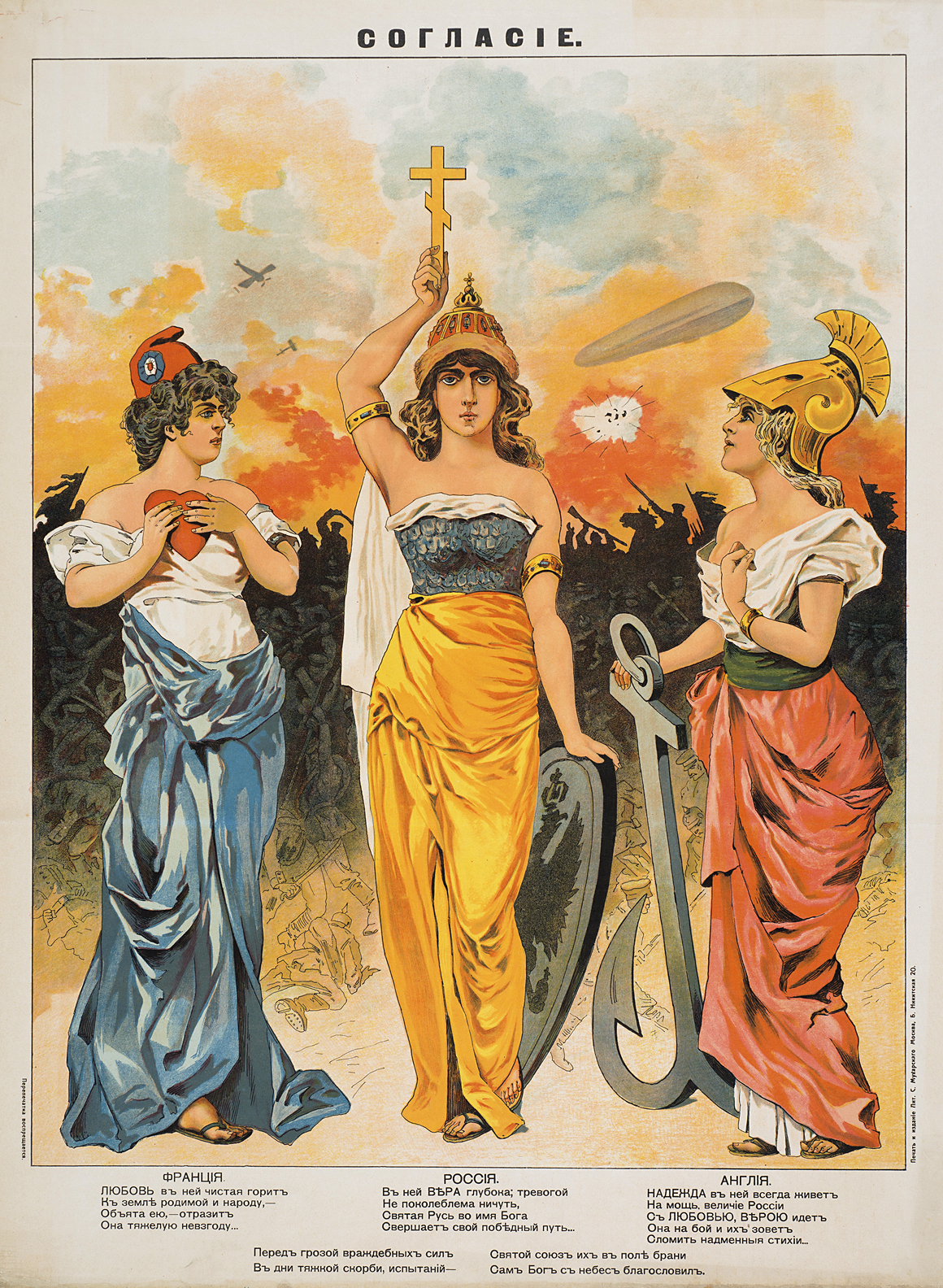
Un cartell rus de 1914 en què en la inscripció superior es pot llegir «acord». La incerta Britannia (dreta) i Marianne (esquerra) miren la decidida Mare Rússia (centre) per ser guiades en la propera guerra

Rússia posseïa les reserves més grans de mà d'obra, tant com les sis potències europees juntes, però econòmicament era el país més endarrerit. Rússia va compartir les seves preocupacions sobre Alemanya amb França. Després que els alemanys comencessin a reorganitzar l'exèrcit otomà, Rússia temia que perdrien el control dels Dardanels, una artèria comercial vital que representava les ²/₅ parts de les exportacions de Rússia.
A més, Rússia tenia una llarga història de rivalitat amb Àustria-Hongria. Àustria-Hongria s'havia annexat recentment Bòsnia i Hercegovina, fet que va enfurismar Rússia. Rússia es considerava el líder del món eslau (paneslavisme), i va veure aquesta invasió com un pas més cap a l'annexió de Sèrbia i Montenegro. Per contrarestar l'agressió d'Àustria-Hongria als Balcans, Rússia es va comprometre a ajudar Sèrbia militarment si fos envaïda.
Rússia també havia perdut recentment de manera humiliant la Guerra russojaponesa el 1905, que va provocar un aixecament revolucionari i una aparent transformació en una monarquia constitucional. Per fer front als seus enemics militarment i políticament, Rússia va tractar de reviure l'Aliança francorussa. Tot i que es va considerar inútil durant la guerra amb el Japó, en el teatre europeu era molt valuosa. Rússia va signar la convenció anglorussa de 1907 amb Gran Bretanya per contrarestar l'amenaça de la Triple Aliança.
L'alineació de l'autocràtic Imperi Rus amb les dues democràcies més grans d'Europa no va estar exempta de polèmica en ambdós costats. Molts conservadors russos desconfiaven de la secular República Francesa, i van recordar les maniobres diplomàtiques britàniques per a bloquejar la influència russa al Pròxim Orient; al seu torn, destacats periodistes francesos i britànics, acadèmics i parlamentaris van trobar el reaccionari règim tsarista de mal gust. Aquesta desconfiança es va mantenir fins i tot en temps de guerra, amb els polítics britànics i francesos expressant alleujament quan el tsar Nicolau II va abdicar en favor d'un govern provisional el 1917. Una oferta inicial d'asil polític per als Romànov va ser posteriorment retirada pel govern britànic a causa dels temors d'una reacció del públic. Per la mateixa raó, la República francesa mai va abordar el tema de l'asil del tsar deposat.